# Thraulodes laetus
Thraulodes laetus is een haft uit de familie Leptophlebiidae. De wetenschappelijke naam van de soort is voor het eerst geldig gepubliceerd in 1883 door Eaton als Thraulus laetus.
De soort komt voor in het Neotropisch gebied.